# Château de Scry
Le Château de Scry est situé en Wallonie dans la commune de Mettet en Belgique. Il est non classé, c'est une propriété privée.

## Historique
Le château fut édifié en 1757 dans le petit hameau de Scry à proximité de Mettet, alors en terre liégeoise. Il faisait partie d’un vaste domaine appartenant à la famille de Henry de Faveau, également propriétaire de Thozée et du Château de Mettet.
Celle-ci avait acquis la seigneurie de Scry en 1756 auprès du chevalier Jacques de Theux de Montjardin lequel en avait hérité, via son frère, de Gilles Bernard de Stier, bourgmestre de Liège. Lui-même la tenait de son oncle, Bernard de Stier, qui l'avait reçue d'Etienne Uten en 1720.
Le château de Scry fut construit par Marie-Antoinette de Henry, veuve de Jérôme Simon de Cœur, chirurgien-accoucheur de la reine d’Espagne, Elisabeth Farnèse. Sa fille, Marie-Antoinette de Cœur, reçut en dot le château et les terres lors de son mariage avec Pierre-Louis de Surirey de St Remy.
Après sa mort en 1802, le château est vendu, vraisemblablement à Perpète-Florent, baron du Pont d’Ahérée, sénateur, dont la famille est originaire de Dinant, et dont les armes ornent le fronton du château. Lui et sa descendance occuperont la propriété jusqu’en 1893.

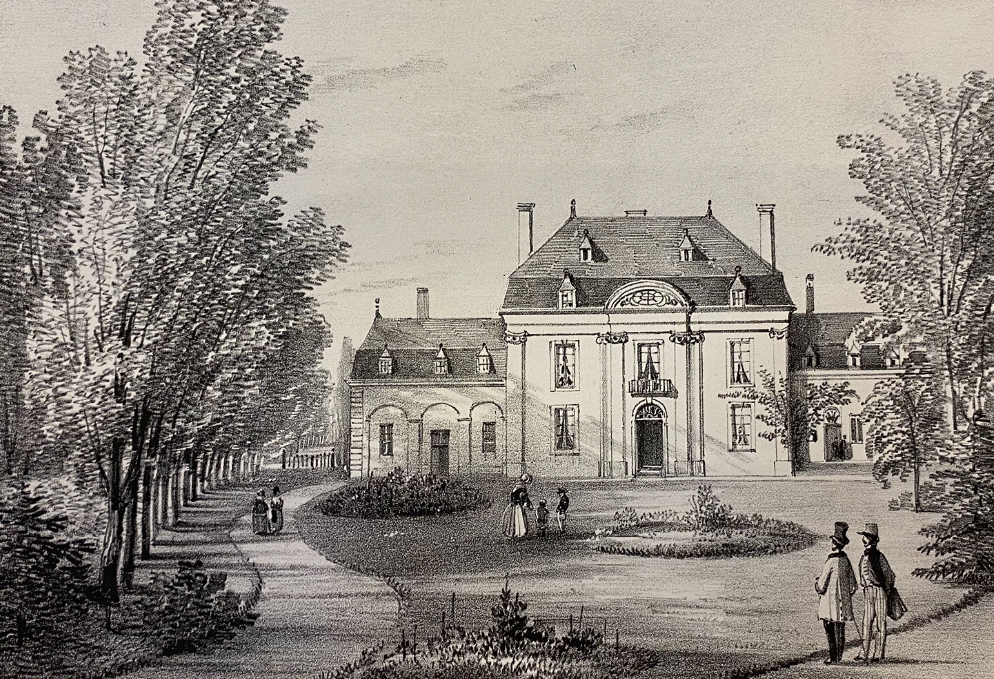
Château de Scry en 1844

L’ensemble de la propriété (102 hectares) est ensuite vendue aux Colle, une riche famille de fermiers. En 1922, la propriété, morcelée, est à nouveau revendue à un autre fermier, qui la gardera jusqu’en 1941. Une nouvelle cession entraînera une accélération de la dégradation du bâtiment jusqu’en 1969.
A cette date, le château de Scry est acquis par la famille Sokal-Culot, qui entreprend sa restauration et la reconstitution partielle de la propriété.
Le chateau, situé dans un parc muré d’un hectare, est entouré de deux ailes de communs. Celle de droite, par rapport à la façade d’accès actuelle, a été érigée après 1847, comme le précise un plan dressé par Desguin.

## Architecture
Le château s’élève sur deux niveaux sur un soubassement de pierre bleue alors que les annexes en briques et moellons percées de trois baies en arc surbaissé, n’en comptent qu’un seul. Le corps de logis est large de trois travées, sous une toiture en Eternit à la Mansard, percée de deux lucarnes à croupe. Elles sont droites vers l’entrée ; elles sont bombées vers le jardin. Deux cheminées en briques s’élèvent des flancs est-ouest. Les lucarnes des ailes sont en bâtière.

## Sources
1. ↑   Généalogie de la famille de Theux de Meylandt et Montjardin, La noblesse belge, Annuaire de 1940-1941, p. 46 et 49.

- « chateauxdebelgique »(Archive.org • Wikiwix • Archive.is • Google • Que faire ?)